# جایزه ستلایت بهترین فیلم خارجی‌زبان
جایزه ستلایت بهترین فیلم خارجی‌زبان (انگلیسی: Satellite Award for Best Foreign Language Film) یکی از جوایز ستلایت است که توسط آکادمی بین‌المللی مطبوعات اهدا می‌گردد. فیلم امواج (۲۰۲۴) به کارگردانی ییرژی مادل آخرین برنده این جایزه است.